# کرول بالارد
کرول بالارد (انگلیسی: Carroll Ballard؛ زادهٔ ۱۴ اکتبر ۱۹۳۷) کارگردان اهل ایالات متحده آمریکا است. وی بین سال‌های ۱۹۶۵ تا ۲۰۰۵ میلادی فعالیت می‌کرد.